# Langues vasconiques
Les langues vasconiques (du latin vasco « basque ») sont une famille supposée de langues qui comprendrait l'actuel basque et deux langues éteintes, l'aquitain et l'ibère. Cette hypothèse a été émise par le linguiste allemand Theo Vennemann, mais n'a pu être confirmée par la recherche moderne.

## Concept
Le concept des « langues vasconiques » est souvent lié à la théorie du « substrat vasconique » de Theo Vennemann, qui supposa que les langues à l'origine du basque actuel se sont répandues à travers toute l'Europe depuis la fin de la dernière période glaciaire, avec les Cro-Magnons, et ont laissé des traces lexicales et toponymiques dans les langues plus récentes d'Europe. Avec d'autres théories qui cherchent à relier le basque à d'autres langues du monde, et en rapprochent en outre le cantabre, le ligure, le paléosarde et les actuelles langues kartvéliennes, voire plus largement les hypothétiques « langues nostratiques », celle-ci est aujourd'hui largement rejetée par les linguistes.
Les partisans de l'existence d'une famille de « langues vasconiques » affirment que le basque et le défunt aquitain sont fortement apparentés, ou que les variétés modernes de la langue basque sont des langues distinctes plutôt que de dialectes. Cependant, ces notions contredisent d'autres connaissances et hypothèses sur ces langues, dans deux domaines :
1. Les théories sur la relation entre l'Aquitaine et du Pays basque, qui suggèrent que:
  - soit l'aquitain est l'ancêtre de la langue basque, et comme dit par Larry Trask: "l'aquitain est si étroitement liée au basque que nous pouvons, pour des raisons pratiques, le considérer  comme étant plus-ou-moins l'ancêtre direct de la langue basque", :402
  - ou qu'une langue proto-basque hypothétique est la langue parente de l'aquitain,
2. La notion que les variétés de la langue basque seraient des dialectes avec divers degrés d'intelligibilité mutuelle[2] tous issus par isolement d'une ancestrale langue véhiculaire de type pidgin apparue dans le cadre d'un pastoralisme de refuge dans les monts cantabriques, vasconiques et pyrénéens[3]. Ce point de vue est défendu par des érudits comme Trask, Koldo Zuazo, et Koldo Mitxelena. Trask propose que : « Néanmoins, la diversification ne doit pas être exagérée, comme cela a souvent été fait dans la littérature: les dialectes sont très majoritairement congruents dans leurs fondements et diffèrent essentiellement dans le vocabulaire et dans quelques règles phonologique de bas-niveau. »[4].

Selon la théorie des « langues vasconiques », ce groupe de langues aurait été parlé par les peuples autochtones de la péninsule ibérique et de la future Gaule avant l'arrivée des Indo-Européens, et le basque serait le seul vestige de ce groupe de langue. Les « langues vasconiques », ainsi que les langues indo-européennes celtibères auraient disparu dès le IIIe siècle av. J.-C. en raison de la romanisation.
La reconstruction d'une langue proto-vasconique à l'aide de la méthode comparative est irréalisable avec les informations, trop fragmentaires, actuellement disponibles. Davantage de données et de recherches sont nécessaires pour reconstruire les bases d'une telle proto-langue, ainsi que plus d'informations concernant les langues voisines éteintes et leurs relations avec le vasconique.